# 深尾重方
深尾 重方（ふかお しげかた）は、江戸時代前期から中期にかけての土佐藩の重臣。深尾家当主・佐川領主4代。

## 生涯
寛文12年（1672年）、深尾重次の子として誕生した。同年、父・重次が早世する。元禄2年（1689年）、祖父・重照の死去により家督を相続する。
元禄2年（1689年）、藩内の高名な儒学者である谷秦山を佐川に招いて家臣に講義を受けさせ、元禄8年（1695年）に伊藤東涯門下の儒学者・江田成章を儒臣として登用するなど、学問を奨励した。
元禄13年（1700年）、土佐藩5代藩主・山内豊房家督相続の御礼言上の際に、5代将軍・徳川綱吉に拝謁する。宝永3年（1706年）、藩主・豊房の病が重篤な時、誤りを伝え聞いてこれを信じ、藩主の死の前日も平常の行動を取ったため、これを咎められて職を免ぜられ、かつ待遇は平家老に准ぜられた。嗣子の繁峯が職を継ぎ、重方は領内鷺州に蟄居する。藩の処置の過酷さに家臣一同大いに騒いだが、重方の懇撫によって事なきを得た。以来屏居26年、享保16年（1731年）3月24日、死去。享年60。

## 系譜
- 祖父：深尾重照（3代佐川領主）
- 父：深尾重次
- 正室：山内重直の娘
- 子女
  - 長男：深尾繁峯
  - 二男：深尾稠治（稠済）